# Cremastus wyomingensis
Cremastus wyomingensis är en stekelart som beskrevs av Dasch 1979. Cremastus wyomingensis ingår i släktet Cremastus och familjen brokparasitsteklar. Inga underarter finns listade i Catalogue of Life.